# Tamara Mavsar
Tamara Mavsar (født 1. april 1991) er en slovensk håndboldspiller, der spiller i RK Krim og Sloveniens kvindehåndboldlandshold.

## Klub meritter
- Slovenien første liga:
  - Vinder: 2009, 2010, 2011, 2012, 2013, 2014, 2015, 2018, 2019
- Slovenien Cup:
  - Vinder: 2009, 2010, 2011, 2012, 2013, 2014, 2015, 2016, 2017, 2018, 2019
- EHF Champions League:
  - Finalist: 2017
  - Semifinalist: 2013